# Hermann Foertsch

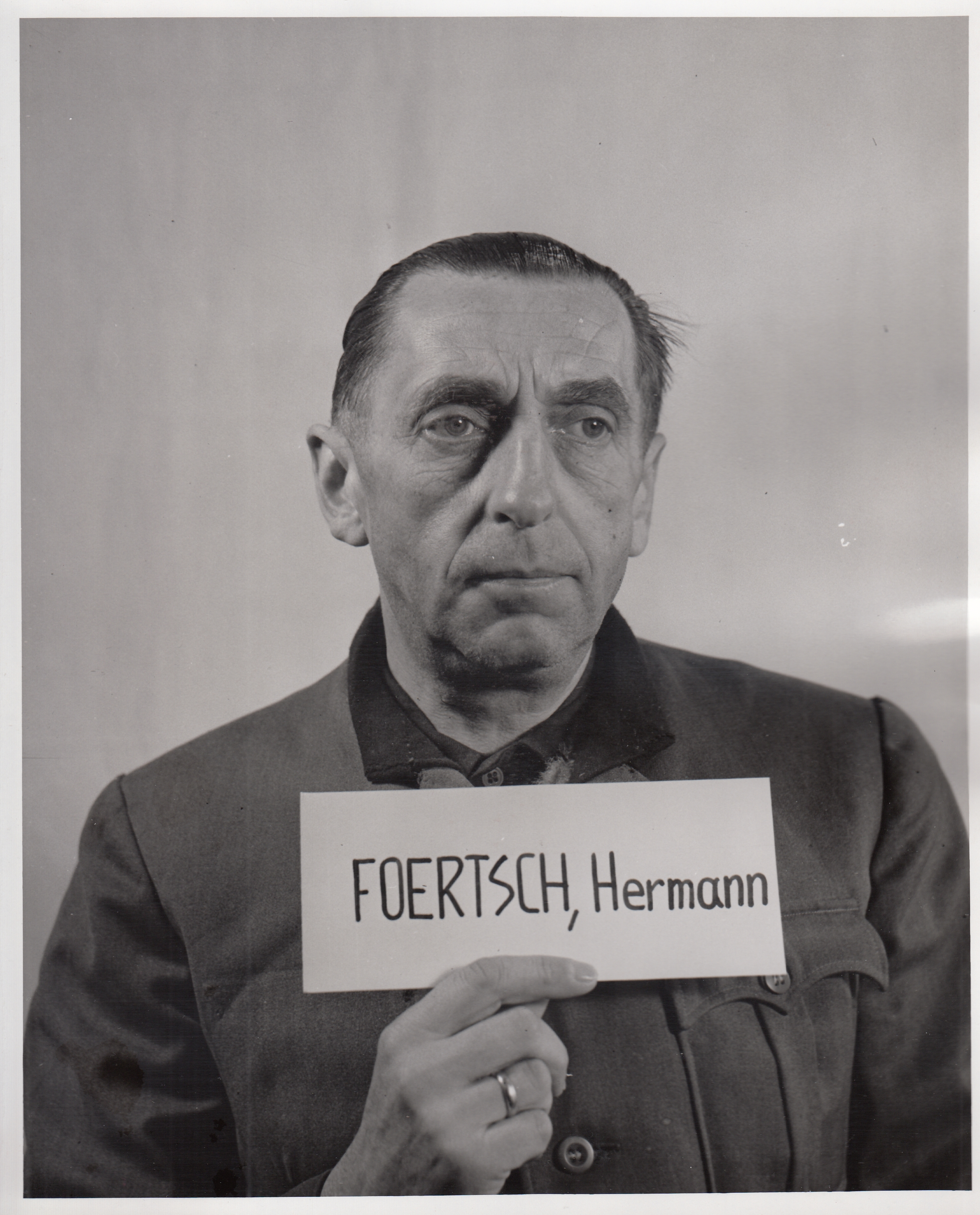
Foertsch als Kriegsgefangener Ende der 1940er Jahre

Hermann Foertsch (* 4. April 1895 in Drahnow, Landkreis Deutsch Krone/Westpreußen; † 27. Dezember 1961 in München) war ein deutscher General der Infanterie im Zweiten Weltkrieg sowie Angehöriger der Organisation Gehlen und des Bundesnachrichtendienstes. Sein jüngerer Bruder Friedrich Foertsch wurde Generalinspekteur der Bundeswehr.
Sein Sohn Volker Foertsch wurde später Abteilungsleiter beim Bundesnachrichtendienst.

## Erster Weltkrieg
Foertschs militärische Karriere als Offizier begann am 20. März 1913 mit Eintritt als Fahnenjunker in das 8. Westpreußische Infanterie-Regiment Nr. 175. Am 20. November 1913 erfolgte dort seine Ernennung zum Fähnrich. Bei Beginn des Ersten Weltkriegs und der Mobilmachung kam Foertsch mit seinem Regiment an die Front, wurde am 5. August 1914 zum Leutnant befördert und als solcher dort am 10. Dezember 1914 verwundet. Bis 27. Februar 1915 war er im Lazarett und übernahm anschließend die 4. Kompanie seines Regiments. Im Herbst 1916 kam er dann zum 7. Sturm-Bataillon. Am 18. Dezember 1917 wurde er dort zum Oberleutnant befördert. Neben beiden Klassen des Eisernen Kreuzes wurde ihm das Ritterkreuz des Königlichen Hausordens von Hohenzollern mit Schwertern sowie das Verwundetenabzeichen in Schwarz verliehen. Das Ende des Krieges erlebte er krankheitsbedingt im Lazarett.

## Zwischen den Kriegen
Anschließend trat er wie sein Bruder Friedrich dem Freikorps „Feldmarschall Hindenburg“ bei, wurde dann in das Reichsheer übernommen und 1921 zur Generalstabsausbildung in den Stab der 6. Division kommandiert. 1923 war er Adjutant beim Ausbildungs-Bataillon im 17. Infanterie-Regiment. Am 1. Februar 1926 wurde er zum Hauptmann befördert. Am 1. Oktober 1928 wurde er in das Reichswehrministerium versetzt und wurde in der Wehrmachts-Abteilung (W) eingesetzt. Am 1. April 1930 wurde er zum Chef der 6. Kompanie des 17. Infanterie-Regimentes ernannt.
1932 wurde er unter dem Reichswehrminister Kurt von Schleicher Reichswehr-Pressechef. Foertsch hatte schon als Reichswehrhauptmann seine Neigung zur Politik offenbart.
Am 1. Mai 1933 wurde er dann zum Major befördert. Am Todestag des Reichspräsidenten Paul von Hindenburg diktierte ihm sein Vorgesetzter Walter von Reichenau, der maßgeblich am Aufbau der Wehrmacht beteiligt war, die neue Eidesformel („Führereid“) auf Adolf Hitler. Soldaten schworen ab jetzt „in allen Kasernen des Reiches ‚bei Gott‘, ihrem neuen Herrn ‚unbedingten Gehorsam‘ zu leisten und ‚jederzeit für diesen Eid mein Leben einzusetzen‘. Anschließend stimmten sie in das zusätzlich verordnete ‚Hurra‘ auf Hitler ein.“ 1935 erschien sein Buch Die Wehrmacht im nationalsozialistischen Staat. Nach der Erweiterung der Reichswehr wurde er bei der Wehrmacht am 15. Oktober 1935 zum Kommandeur des IV. Bataillons des Infanterie-Regimentes 4 ernannt. Als solcher wurde er am 1. Januar 1936 zum Oberstleutnant befördert. Nach einem Jahr wurde er zur Kriegsakademie kommandiert. Am 1. Februar 1937 wurde er dann in das Oberkommando des Heeres versetzt und zum Taktiklehrer der Kriegsakademie ernannt. Dort wurde er am 1. Juni 1938 zum Oberst befördert.

## Zweiter Weltkrieg
Bei der Mobilmachung wurde er dann zum Chef des Generalstabes vom Stellvertretenden Generalkommando VIII. Armeekorps ernannt. Im Herbst 1939 wurde er dann zum Chef des Generalstabes vom XXVI. Armeekorps ernannt. Mit diesem nahm er dann am Westfeldzug teil. Zum Herbst 1940 wurde er in die „Führerreserve“ versetzt. Er übernahm Anfang Oktober 1940 die Leitung der Generalstabskurse in Berlin. Am 10. Mai 1941 wurde er zum Chef des Generalstabes der 12. Armee ernannt. Als solcher nahm er dann am Balkanfeldzug teil. Er blieb im Anschluss mit dieser Armee auf dem Balkan stationiert. Am 1. Februar 1942 wurde er zum Generalmajor befördert. Als solcher waren ihm bereits beide Spangen zu seinen Eisernen Kreuzen verliehen worden. Durch die Umbenennung der Armee zur Heeresgruppe E wurde er im Januar 1943 zu deren Chef des Generalstabes ernannt. Am 10. Juli 1943 wurde ihm das Deutsche Kreuz in Gold verliehen. Im August 1943 wurde er dann zum Chef des Generalstabes der neu aufgestellten Heeresgruppe F ernannt. Als solcher wurde er am 1. Oktober 1943 zum Generalleutnant befördert. Vom 28. März bis zum 22. August 1944 kommandierte er die 21. Infanterie-Division. Am 27. August 1944 wurde er mit dem Ritterkreuz des Eisernen Kreuzes ausgezeichnet. Im Sommer 1944 gab er sein Kommando ab und wurde dafür mit der Führung des X. Armeekorps beauftragt. Am 9. November 1944 wurde er dann zum General der Infanterie befördert. Dadurch wurde er dann auch zum Kommandierenden General des X. Armeekorps ernannt. Am 20. Dezember 1944 wurde er abgelöst und erneut in die Führerreserve versetzt. Er wurde Anfang 1945 zum Oberbefehlshaber West kommandiert, um dort als Armeeführer eingesetzt zu werden. Ende Februar 1945 übernahm er dann die stellvertretende Führung der 19. Armee. Bereits nach wenigen Tagen wurde er dann mit der Führung der 1. Armee beauftragt. Seine Truppen kämpften gegen die amerikanische Operation Undertone (15. bis 24. März 1945).
Foertsch kapitulierte – auch im Namen von General der Infanterie Friedrich Schulz und der Heeresgruppe G – am 5. Mai 1945 bei München vor US-Truppen, die unter dem Kommando von General Jacob L. Devers standen.
Die Kapitulation erfolgte im Thorak-Gebäude in Baldham, etwa 10 km von der östlichen Stadtgrenze Münchens entfernt. Einige andere Quellen geben als Ort der Kapitulation das – wenige Kilometer entfernte – Haar bei München an, das auch in der Kapitulationsurkunde genannt wird.

## Nach Kriegsende
Er geriet dadurch in US-amerikanische Kriegsgefangenschaft und musste sich ab Mitte Mai 1947 vor dem Nationalen Militärtribunal in Nürnberg im Nachfolgeverfahren Prozess Generäle in Südosteuropa für seine Beteiligung an der Bandenbekämpfung und der Weitergabe verbrecherischer Befehle (Kommandobefehl, Sühnebefehl) und der dadurch verübten Taten verantworten. Sein Verteidiger war Gerhard Rauschenbach. Der Prozess endete für Foertsch mit einem Freispruch, da das Gericht Stabsangehörige milder beurteilte als die formal zuständigen Befehlshaber.  Er wurde am 19. Februar 1948 entlassen.
1950 war er Mitverfasser der Himmeroder Denkschrift. 1951 und 1952 war er wissenschaftlicher Mitarbeiter beim Institut für Zeitgeschichte und leitete dort auf Honorarbasis die „Wehr- und Kriegsgeschichtliche Abteilung“. Während dieser Zeit verfasste er auch das apologetische Werk Schuld und Verhängnis zur Fritsch-Affäre.
Foertsch war Angehöriger der Organisation Gehlen, wo er den Dienstnamen „Viersen“ führte. Im Oktober 1952 übernahm er von August Winter die Leitung der Dienststelle für Psychologische Kriegführung (Tarnchiffre „60“) und Anfang 1956 von Horst von Mellenthin die Vertretung des Leiters, Reinhard Gehlen, „bei längerer Abwesenheit“. Zum 1. April 1956 wurde Foertsch in den Bundesnachrichtendienst übernommen.

## Schriften
- York. Das leben eines altpreußischen Generals. Lübeck, Colemann 1932
- Der deutsche Soldat. Leipzig, Seemann 1934
- Wehrpflicht-Fibel. Berlin, Offene Worte 1935
- Die Wehrmacht im nationalsozialistischen Staat. Broschek, 1935
- Kriegskunst heute und morgen. Berlin, Andermann 1939
- Der Offizier der deutschen Wehrmacht. Eine Pflichtenlehre. Berlin, Eisenschmitt, 1. Aufl. 1936 - 7. Aufl. 1942
- Schuld und Verhängnis – Die Fritsch-Krise im Frühjahr 1938 als Wendepunkt in der nationalsozialistischen Zeit. DVA, 1951